# Сёстры по степу
«Сёстры по степу» (англ. Step Sisters) — американская танцевальная комедия Чарльза Стоуна III 2018 года.

## Сюжет
Студентка Джамила Бишоп — президент чернокожего сестринства и капитан танцевальной команды по степу. После завершения университета, она собирается поступать ещё и в Гарвардскую школу права. Для поступления ей не хватает лишь формальности — рекомендации одного из бывших учеников Гарварда. Её родители там учились, поэтому рекомендацию она планирует получить от них. Неожиданно мама отказывает ей в этом из-за её плохих оценок. Мама хочет, чтобы дочь добивалась всего сама, а не пользовалась готовым. В этом случае Джамила рассчитывает на декана Бермана, который также выпускник Гарварда. Джамила помимо прочего занимается и общественными работами, она входит в отдел по работе со студентами и много помогает декану.
В это время в университете происходит форс-мажор. Одна девушка из сестринства белых студенток во время вечеринки занимается сексом прямо на лужайке кампуса. Видео с этим действом расходится по интернету. Это событие подрывает престиж не только конкретного сестринства, но и всего университета. Декан Берман, поскольку у Джамилы есть опыт руководства женскими сообществами, даёт ей задание, навести порядок в этом проблемном сестринстве и восстановить их репутацию. Он предлагает обучить этих девушек степу. Так они покажут, что способны к чему-то созидательному, а с танцевальным номером смогут ещё и принять участие в танцевальном конкурсе и заработать, таким образом, деньги на благотворительность.
Джамила покидает команду по степу в своём сестринстве и тайно становится тренером белых девушек. Когда же это выходит наружу, то вызывает гнев в чернокожем сообществе. Чёрные девушки воспринимают это как предательство расы, поскольку степ танец чёрных. В танцевальном же конкурсе команде Джамилы удаётся занять второе место, однако судьи фальсифицируют итоги и выводят белых девушек из тройки призёров, чтобы таким образом оставить степ только за чёрными. Заговор вскрывают сами чёрные девушки, поскольку победы такой ценой им не нужны. Это происшествие примиряет девушек из разных сообществ.

## В ролях
- Мегалин Эчиканвоке — Джамила Бишоп
- Линдон Смит — Даниэль
- Иден Шер — Бет
- Шерил Ли Ральф — Ивонн Бишоп
- Гейдж Голайтли — Либби
- Алессандра Торресани — Эмбер
- Ниа Джервьер — Сондра
- Марке Ричардсон — Кевин
- Роберт Кертис-Браун — декан Берман
- Мэтт Макгорри — Дейн
- Нэтари Наутон — Аиша
- Л. Уоррен Янг — Лэнгстон Бишоп
- Эшли Бри Джиллам — Шерил

## Производство
Съёмки фильма прошли летом 2016 года. Фильм должен был быть выпущен 31 марта 2017 года компанией Broad Green Pictures. Однако в это время компания переживала кризис связанный с чередой провалов своих фильмов. Было принято решение «Сестёр по степу» пока не выпускать. В конце концов фильм приобрела компания Netflix и выпустила 19 января 2018 года.

## Рецензии
В основном фильм был принят прохладно. На сайте Rotten Tomatoes рейтинг «свежести» фильма 22 %. По мнению критиков фильм состоит из большого количества стереотипных персонажей и клише. Он очень напоминает фильмы в духе «Идеальный голос» или «Добейся успеха». При этом фильм пытается говорить о серьёзных вещах, например о культурном присвоении, однако по мнению рецензентов это выглядит неубедительно из-за шаблонности персонажей. Многие отмечали хорошую хореографию, которой однако мало.